# Ваксхолм (община)
Община Ваксхолм (на шведски: Vaxholms kommun) е разположена в лен Стокхолм, централна Швеция с обща площ 58 km2 и население 11 188 души (към 31 декември 2013). Административен център на община Ваксхолм е едноименния град Ваксхолм.